# آنا کوستالونگا
آنا کوستالونگا (ایتالیایی: Anna Costalunga؛ زادهٔ ۲۴ ژانویهٔ ۱۹۷۰) بازیکن زن بسکتبال اهل ایتالیا بود. وی در بازی‌های المپیک تابستانی ۱۹۹۲ شرکت کرده‌است.